# Karlhochkogel
Karlhochkogel är ett berg i Österrike.   Det ligger i distriktet Bruck-Mürzzuschlag och förbundslandet Steiermark, i den östra delen av landet, 110 km sydväst om huvudstaden Wien. Toppen på Karlhochkogel är 1 920 meter över havet.
Terrängen runt Karlhochkogel är bergig norrut, men söderut är den kuperad. Runt Karlhochkogel är det ganska glesbefolkat, med 48 invånare per kvadratkilometer.. Närmaste större samhälle är Aflenz Kurort, 10,5 km sydost om Karlhochkogel. 
I omgivningarna runt Karlhochkogel växer i huvudsak blandskog.